# Physcius triimpressus
Physcius triimpressus es una especie de coleóptero de la familia Mycteridae.

## Distribución geográfica
Habita en Brasil.